# Wijk en Aalburg
Wijk en Aalburg è una località e un'ex-municipalità dei Paesi Bassi situata nella provincia del Brabante Settentrionale. Soppressa il 1º gennaio 1973, il suo territorio, assieme a quello delle ex-municipalità di Eethen, Veen e parte del territorio di Andel, è andato a formare la nuova municipalità di Aalburg. Dal 1º gennaio 2019, con la soppressione della municipalità di Aalburg, è entrata a far parte della  nuova municipalità di Altena.